# Vale do Arve
O vale do Arve (em francês Vallée de l'Arve) é um vale da região de Ródano-Alpes, do departamento de Alta Saboia da França e termina no cantão de Genebra, na Suíça, por onde corre o rio Arve.
Dos seus 105 km de comprimento mais de 90 % passa-os na província de Faucigny da França.
Na França e junto à cidade de Chamonix-Mont-Blanc a capital do Monte Branco, donde o nome da cidade, a  "Vallée de l'Arve" chama-se Vallée de Chamonix.

## Geografia
O vale corresponde ao leito de rio do Arve, ao início uma torrente que nasce  do degelo dos glaciares no  maciço do Monte Branco, e  como o glaciar do Tour é o que fica mais alto no vale é ele que é atribuído a sua origem.